# Tháp Bismarck ở Ostróda

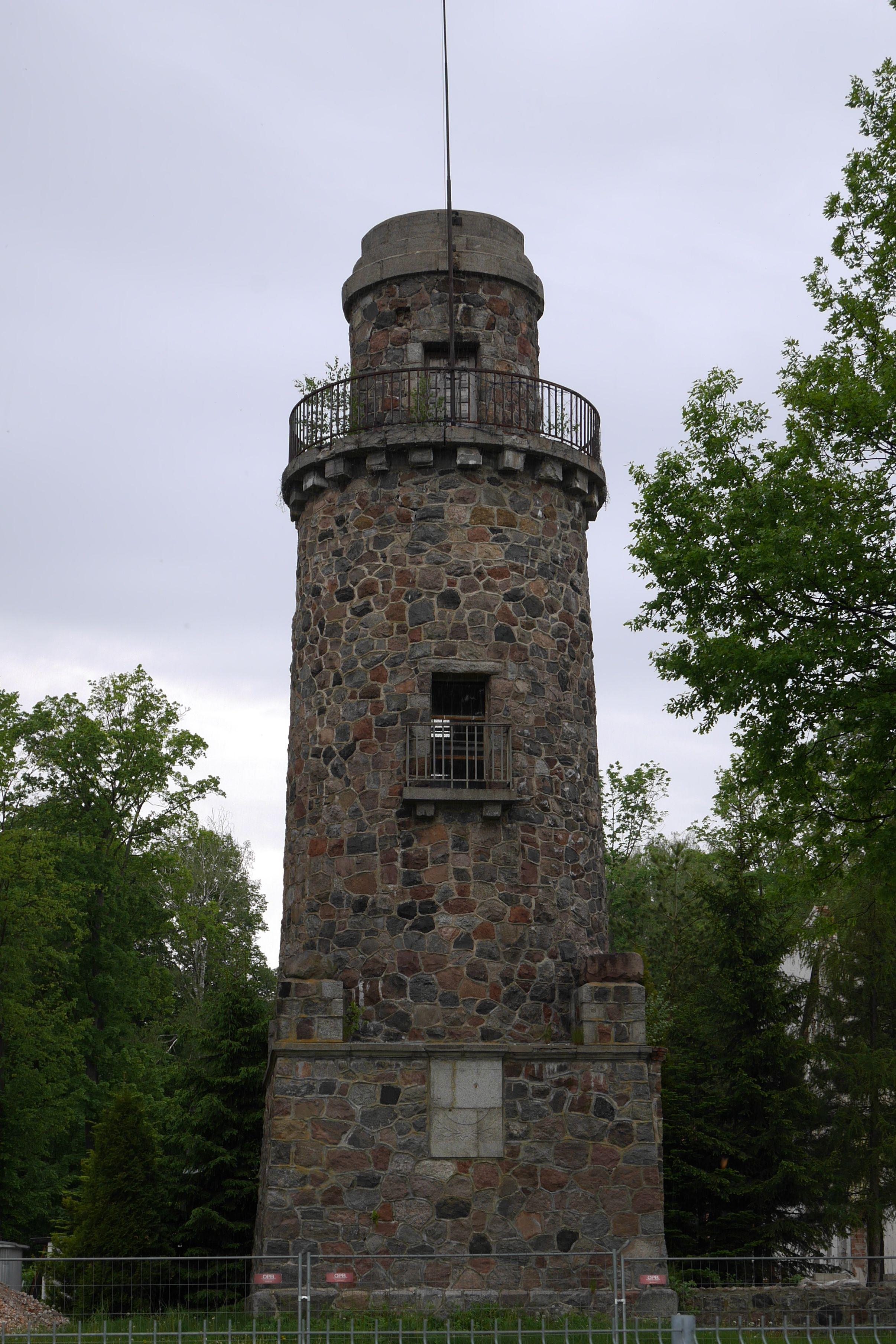
Tháp Bismarck ở Ostróda, Ba Lan

Tháp Bismarck ở Ostróda (tiếng Ba Lan: Wieża Bismarcka w Ostródzie) là tháp Bismarck tọa lạc ở Warmińsko-Mazurskie, Ostróda, phía bắc hồ Drwęckie . Tháp được xây dựng từ thời Đông Phổ  . 

## Lịch sử của tháp
Dự án xây dựng tòa tháp có từ năm 1899. Nhà thiết kế là kiến trúc sư Ostróda Gruhl  . 
Nhà thầu chính của tòa tháp là công ty Carl Podoll. Công trình khởi công vào ngày 1 tháng 4 năm 1901. Lễ khai trương tháp diễn ra tròn một năm sau, vào đúng ngày sinh nhật lần thứ 87 của Thủ tướng Phổ Otto von Bismarck . Vào mỗi dịp sinh nhật của Thủ tướng, một ngọn lửa được thắp lên trong chậu đồng nằm trên đỉnh tháp.
Vào năm 1923 và 1925, tòa tháp được tái thiết để hiện đại hơn. Việc tái thiết được thực hiện theo kế hoạch của Otto Fesser (kiến trúc sư kiêm quan chức thành phố)  . Trước năm 1975, chậu đồng thắp lửa sinh nhật Bismarck và bức phù điêu bị gỡ bỏ. Một lần cải tạo khác diễn ra vào năm 1993  . Hiện tại, tòa tháp không mở cửa để du khách tham quan. 

## Thông số kỹ thuật
- Chi phí - khoảng 18 nghìn Mác
- Chiều cao - 21 mét
- Vật liệu xây dựng - Tòa tháp được xây dựng bằng các khối đá granit thô, sảnh liền kề (bị tháo dỡ vào thập niên 1920) làm từ gạch thô
- Móng tòa tháp - cao 4 m, diện tích 6,5 mét vuông
- Đường kính trong của tháp - 4 m [2]